# Sărata (gmina Românești)
Sărata – wieś w Rumunii, w okręgu Botoszany, w gminie Românești. W 2011 roku liczyła 89 mieszkańców.